# Дорога Біміні
25°45′54″ пн. ш. 79°16′48″ зх. д. / 25.765° пн. ш. 79.28° зх. д.
Доро́га Бі́міні — підводна скеляста формація поблизу острова Північний Біміні на Багамах. Простягається на 0,8 км з північного сходу на південний захід, складається з вапнякових блоків приблизно прямокутної форми. Поширені спекуляції про її штучне походження.

## Історія
2 вересня 1968 року під час занурення біля північно-західного узбережжя острова Північний Біміні, Джозеф Менсон Валентайн, Жак Майоль і Роберт Ангове виявили ряд каменів різного розміру й товщини. Формація отримала назву «дорога Біміні» або «стіна Біміні». Поруч дослідники знайшли два «подібні до тротуару» лінійні об'єкти, що лежать паралельно до дороги Біміні.
У 1978 році лабораторія, керована кафедрою геології Університету Маямі, датувала радіовуглецевим аналізом вік зразка керна, взятого з дороги Біміні, у приблизно 3500 років.
Популярність припущень про штучне походження формації зробила її туристичною принадою з 1970-х років.

## Характеристики
Дорога Біміні та два паралельних утвори складаються з плоских вапнякових блоків, формою від прямокутної до багатокутної. «Дорога» простягається на 0,8 км за північно-східним/південно-західним напрямком із яскраво вираженим гаком на південно-західному кінці. Більшість блоків розміром до 3-4 метрів завдовжки і завширшки. Більші блоки мають додаткові ребра, яких немає на менших блоках. Дві вужчі та коротші «дороги», приблизно 50 і 60 м завдовжки, складаються з менших кам'яних блоків, щонайбільше по 1–2 м. Дещо випукла форма блоків вказує на їхню тривалу ерозію.
Оцінки віку формації різняться. За радіовуглецевим аналізом, він складає 2780-3500 років. За уран-торієвим датуванням — майже 15000 років.

## Припущення про штучне походження
Суттєвий внесок у популяризацію дороги Біміні зробив американський окультист Едгар Кейсі, котрий у 1930-40-і заявив, що в 1960-і будуть знайдені залишки міфічної Атлантиди. Послідовники Кейсі сприйняли відкриття дороги Біміні як здійснення пророцтва.
Дайвер Роберт Маркс у статті для журналу «Argosy» 1971 року приписав Карлу Голму, відставному офіцерові флоту, слова, що в рукотворному походженні дороги Біміні «мало сумнівів».
Історик-аматор Гевін Мензіс стверджував, що флот китайського адмірала Чжена Хе в 1421 році опинився через шторм біля Біміні та збудував дорогу Біміні як стапелі для ремонту.

## Фільми
- «Таємниці затонулих міст. У пошуках Атлантиди» (Secrets of sunken cities. Quest Atlantis)
- В «Одіссеї Кусто»[en] дорога Біміні фігурувала в першій серії фільму «Пошук Каліпсо Атлантиди».